# Ageratina macbridei
Ageratina macbridei  es una especie botánica de planta con flor en la familia de las  Asteraceae.
Es endémica del Ecuador y de Perú.

## Taxonomía
Ageratina macbridei fue descrita por (B.L.Rob.) R.M.King & H.Rob.  y publicado en Phytologia 19: 224. en el año 1970.
Etimología
Ageratina: nombre genérico que deriva de la  palabra  griega: ageratos o ageraton que significa "que no envejece", en alusión a las flores que conservan su color por mucho tiempo.
macbridei: epíteto otorgado en honor del botánico estadounidense James Francis Macbride.
Sinonimia
- Eupatorium macbridei B.L.Rob.[4]